# Copa de la República (Argentina)
El Campeonato de la República, también denominado Copa General de División Pedro Pablo Ramírez o Copa Pedro Pablo Ramírez, fue un torneo de fútbol oficial, organizado por la AFA entre 1943 y 1945. Por su forma de disputa y organización, es considerada una de las antecesoras de la actual Copa Argentina.
Se jugaba por eliminación directa entre ocho equipos, previamente clasificados. Cuatro de ellos provenían de las ligas regionales, indirectamente afiliados a la Asociación del Fútbol Argentino, que se clasificaban subdivididos en zonas según su ubicación geográfica. Los otros cuatro eran participantes del torneo de Primera División, equipos directamente afiliados a la AFA. Y al igual que la Copa Escobar, tuvo la particularidad de que sus partidos, en caso de igualdad, se definían por cantidad de córners obtenidos.
En la primera edición, de 1943, se disputaron cuatro llaves conformadas por cuatro equipos cada una, de los que clasificó el respectivo ganador; en las dos ediciones restantes, esos equipos fueron los cuatro semifinalistas de la Copa de Competencia Británica.
La copa llevaba el nombre de quien fue presidente argentino de facto entre 1943 y 1944, el General Pedro Pablo Ramírez, quien donó el trofeo.

## Campeones
| Edición | Campeón                 | Resultado | Subcampeón          | Sede de la final                                      |
| ------- | ----------------------- | --------- | ------------------- | ----------------------------------------------------- |
| 1943    | San Lorenzo             | 8:3       | General Paz Juniors | Estadio Chacarita Juniors, Buenos Aires               |
| 1944    | San Martín de Tucumán   | 3:1       | Newell's Old Boys   | Estadio Monumental José Fierro, San Miguel de Tucumán |
| 1945    | Estudiantes de La Plata | 4:4 / 1:0 | Boca Juniors        | Estadio El Gasómetro, Buenos Aires                    |

## Palmarés
| Equipo                  | Campeón | Subcampeón | Edición | Edición |
| ----------------------- | ------- | ---------- | ------- | ------- |
| San Lorenzo             | 1       | -          | 1943    |         |
| San Martín de Tucumán   | 1       | -          | 1944    |         |
| Estudiantes de La Plata | 1       | -          | 1945    |         |
| General Paz Juniors     | -       | 1          |         | 1943    |
| Newell's Old Boys       | -       | 1          |         | 1944    |
| Boca Juniors            | -       | 1          |         | 1945    |